# Simone Zucchi
Simone Zucchi, (Varese, 26 de febrero de 1971) es un antiguo ciclista italiano.

## Palmarés
1997
- 2 etapas de la Vuelta a Chile
- 1 etapa de la Vuelta a Portugal

1998
- 1 etapa de la Vuelta a Eslovenia

2000
- 1 etapa del Circuit des mines
- 1 etapa de la Vuelta a Argentina